# Project Gutenberg

Project Gutenbergs logotyp.

Project Gutenberg är ett ideellt projekt att göra böcker med utgången upphovsrätt fritt tillgängliga på Internet. Det grundades av Michael S. Hart (1947–2011) som redan år 1971 kom på idén att det vore bra om en stor del av all välkänd litteratur som finns kunde bli tillgängligt fritt till alla i hela världen. Hösten 2015 fanns 50 000 böcker fritt tillgängliga. Projektet är uppkallat efter "boktryckarkonstens fader" Johannes Gutenberg.
En svensk efterföljare, Projekt Runeberg, riktar in sig på nordisk litteratur och en japansk dito, Aozora Bunko på japansk litteratur. Projekti Lönnrots projekt är att digitalisera finsk- och svenskspråkiga böcker.